# Tackle francês

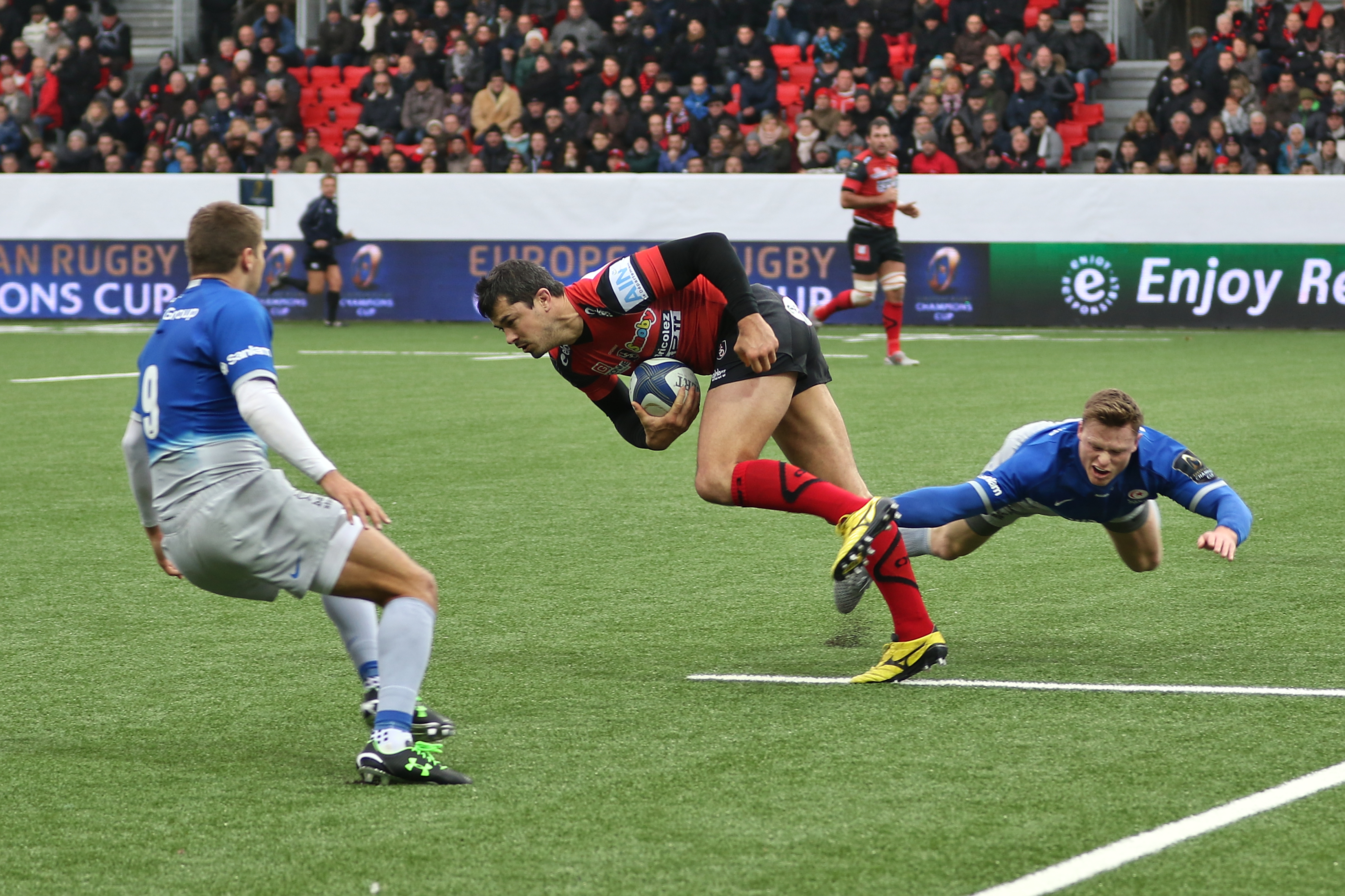
Francesa: tocar o tornozelo para que tropece.

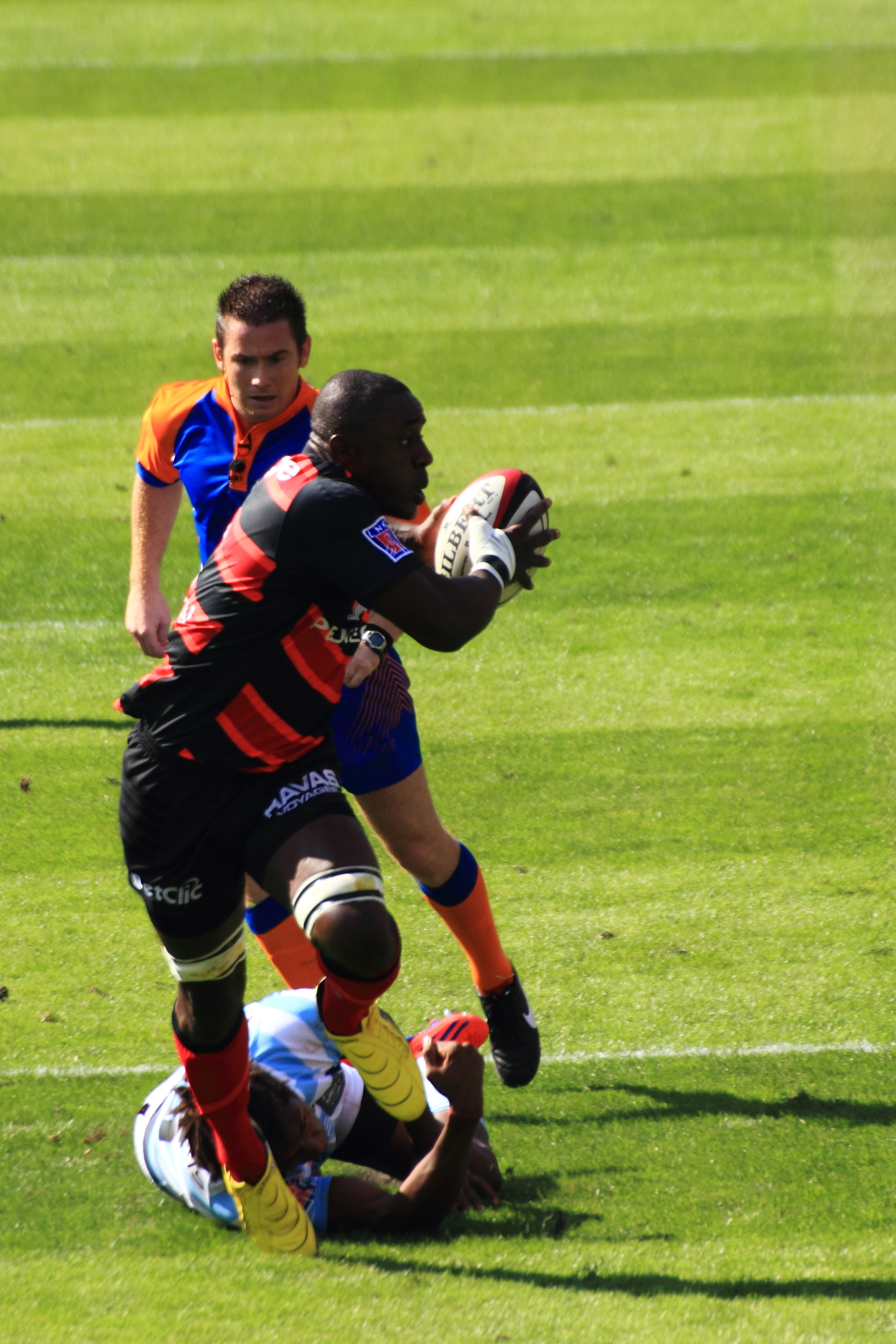
A francesa usa-se quando não se consegue atingir ao oponente.

O tackle francês ou francesa é um movimento que se emprega no rugby para derrubar ao oponente. Não é um tackle, pelo que o jogador derrubado pode se levantar e continuar com sua carreira.

## Movimento
O tackle francês usa-se quando o oponente está de costas e fora do alcance do tackle, o movimento é arrojar com um braço para tocar seu tornozelo e lhe fazer perder o equilíbrio. Tecnicamente usa-se como último recurso como o jogador poderá se levantar e seguir correndo; já que não está tackleado.
Realiza-se com os braços porque usar as pernas para derrubar, como na varrida do futebol, está proibido no rugby.

## Francesas célebres[3]
O meio scrum irlandês Peter Stringer é considerado o melhor realizando o movimento, porque empregava-o com muita cotidianidad.
- Rassie Erasmus a Jonah Lomu no Torneio das Três Nações 2000.
- Agustín Pichot a Chris Latham em 2000.
- Peter Stringer a Dan Luger no Torneio das Seis Nações 2001.
- Peter Stringer a Jason Robinson no Torneio das Seis Nações 2004.
- Joe Worsley a Vincent Clerc nas semifinais da Copa Mundial de Rugby de 2007.
- Shaun Webb a D. T. H. van der Merwe na fase de grupos da Copa Mundial de Rugby de 2011.
- Beauden Barrett a Willie le Roux em The Rugby Championship 2014.